# دم‌دراز بهشتی چشم‌نواز
دم‌دراز بهشتی چشم‌نواز (نام علمی: Astrapia splendidissima) نام یک گونه از سرده دم‌دراز بهشتی است.